# Ernie Gregory
Ernest „Ernie“ Gregory (* 10. November 1921 in Stratford, London; † 21. Januar 2012) war ein englischer Fußballspieler. Der Torhüter spielte seine gesamte Profikarriere bei West Ham United, wo er auch später zum Trainerstab gehörte.

## Sportlicher Werdegang
Gregory spielte für die Jugendmannschaft West Ham Boys, als Charlie Paynter, seinerzeit Trainer der Wettkampfmannschaft von West Ham United, ihn beim Endspiel der Nachwuchsmeisterschaft gegen Preston North Ends Jugendmannschaft entdeckte. 1936 wechselte er den Klub, wo er parallel eine Anstellung im regulären Klubpersonal erhielt. Von dort wurde er an den Amateurklub FC Leytonstone ausgeliehen, mit dem er 1938 die Meisterschaft in der Isthmian League gewann.
Nach Gregorys anschließenden Rückkehr zum seinerzeitigen Zweitligisten West Ham United unterbrach der Zweite Weltkrieg seine Karriere. Während er in der Royal Air Force diente kam er in den Kriegsjahren allenfalls sporadisch für seinen Londoner Verein zum Einsatz. Als nach Kriegsende im Sommer 1946 der reguläre Spielbetrieb in der Football League aufgenommen wurde, verdrängte er nach nahezu der Hälfte der Spielzeit im Dezember den Vorkriegsstammtorhüter Harry Medhurst zwischen den Pfosten. Auch unter Paynters Nachfolger Ted Fenton, der 1950 das Traineramt übernahm, gehörte er in den folgenden Jahren weitestgehend zu den Stammspielern. 1952 bestritt er ein Länderspiel für die englische B-Nationalmannschaft. Ein weiterer Erfolg seiner Karriere war 1958 kurz vor dem Ende seiner aktiven Laufbahn der Aufstieg in die First Division. Im Februar 1959 verlor er nach einer 0:3-Niederlage gegen Birmingham City seinen Stammplatz, im September des Jahres bestritt er gegen Leeds United sein letztes Ligaspiel.
Gregory wechselte nach seinem Karriereende in den Trainerstab von West Ham United, zunächst oblag ihm die Verantwortung für die Reservemannschaft. Später wurde er Torwarttrainer der Wettkampfmannschaft. Im Mai 1987 trat er in den Ruhestand.
Im Januar 2012 verstarb er in einem Altersheim, er hinterließ seine Frau und eine Tochter.